# Johnny Mølby
Johnny Mølby (ur. 4 lutego 1969 w Kolding) – duński piłkarz, występujący na pozycji pomocnika oraz trener.

## Kariera zawodnicza

### Kariera klubowa
Mølby karierę zawodniczą rozpoczął w młodzieżowych drużynach Kolding IF. W 1987 został piłkarzem seniorskiego zespołu Vejle BK. W styczniu 1992 został zawodnikiem FC Nantes, w którym rozegrał 11 spotkań w Ligue 1. Latem 1992 przeniósł się do Borussii Mönchengladbach. W trakcie sezonu 1993/1994 przeszedł do KV Mechelen, w którym występował do października 1995. Według innego źródła w sezonie 1994/1995 występował w Borussii Mönchengladbach, a później wrócił do Mechelen. W listopadzie 1995 został zawodnikiem Aalborg BK. W tym zespole rozegrał 30 spotkań w Superligaen, w których zdobył jedną bramkę. W 1997 trafił do Aarhus GF, dla którego rozegrał 63 ligowe spotkania i strzelił 7 goli. W 2000 został zawodnikiem Kolding IF. W 2002 jego klub połączył się z Kolding BK i utworzył Kolding FC, a sam Mølby dołączył do nowego zespołu. Oficjalnie piłkarską karierę zakończył dwa lata później.

### Kariera reprezentacyjna
Mølby w latach 1984–1989 był młodzieżowym reprezentantem Danii. W kadrach młodzieżowych rozegrał łącznie 28 spotkań, w których strzelił 4 gole. W 1987 został wybrany Talentem Roku U-21 w Danii. 
W pierwszej reprezentacji zadebiutował 8 lutego 1989 w wygranym 2:0 meczu towarzyskim z Maltą. Został powołany na Euro 1992. Na tym turnieju Dania zdobyła mistrzostwo Europy, jednak sam Mølby nie rozegrał ani jednego spotkania. Łącznie w kadrze seniorskiej rozegrał 16 spotkań w latach 1989–1993.

## Kariera trenerska
Mølby w latach 2000–2008 pełnił funkcję trenera Kolding IF, a następnie Kolding FC. W 2008 został asystentem trenera w Aarhus GF. W lipcu 2009 przeszedł do AC Horsens, w którym został szkoleniowcem pierwszego zespołu. W sezonie 2009/2010 wywalczył z klubem awans do Superligaen. W sezonie 2012/2013 spadł z nim z najwyższej ligi duńskiej. W 2014 odszedł z Horsens. W następnym roku objął funkcję trenera w Viborg FF, z którym podpisał trzyletni kontrakt. W sezonie 2016/2017 spadł z zespołem do 1. division. W sierpniu 2017 opuścił Viborg. Od lipca do listopada 2018 był asystentem Johna Lammersa w Esbjerg fB, a od grudnia 2018 do maja 2019 był asystentem Jessa Thorupa w KAA Gent. W sezonie 2019/2020 pełnił funkcję pierwszego trenera Vendsyssel FF. Od stycznia do czerwca 2021 był asystentem Davida Nielsena w Aarhus GF. W lutym 2025 wspólnie ze Steffenem Kielstrupem objął funkcję trenera Vejle BK. Po sezonie 2024/2025 Mølby opuścił klub.